# Station Bred
Station Bred is een station in Vissenbjerg in de  Deense gemeente  Assens. Het station ligt aan de spoorlijn van Nyborg naar Fredericia, de hoofdverbinding tussen Kopenhagen en Jutland. 
Bred kreeg een station in 1908. Het gebouw, een ontwerp van Heinrich Wenck, werd in 1978 gesloopt. Het station wordt alleen aangedaan door regiotreinen.